# Bharatiana toonae
Bharatiana toonae är en insektsart som beskrevs av Yang och Li 1983. Bharatiana toonae ingår i släktet Bharatiana och familjen Phacopteronidae. Inga underarter finns listade i Catalogue of Life.